# Gottschalk der Wende
Gottschalk der Wende, död 1066, var regerande furste av obotriternas konfederation ur nakonidernas dynasti mellan 1043 och 1066.
Han var son till Udo. Han bildade ett furstendöme vid Elbe genom att förena de splittrade hedniska slaviska stammarna runt norra Elbe. Han var född kristen; vid sin fars död konverterade han till den slaviska hedniska religionen för att gripa makten, och konverterade sedan till kristendomen. Han gynnade den kristna missionen bland slaverna: han grundade kloster och biskopsdömen och deltog själv i missionärernas arbete i samarbete med ärkebiskopen av Hamburg, men missionen var fredlig och majoriteten av både stormännen och bönderna förblev hedningar. 
Han avsattes och dödades i en hedniska reaktion under ledning av Blus, varpå hans familj flydde till Danmark och Kruto Vende hyllades som furste. Hans son Budivoj dödades under ett misslyckat försök att ta makten från Kruto och hans andre son Heinrich von Alt-Lübeck lyckades slutligen döda Kruto och ta makten 1090. 